# APレーシング
APレーシング（AP Racing ）は、イギリス、ウェスト・ミッドランズ コヴェントリーに本社を置く、モータースポーツなどハイパフォーマンス用途に特化した自動車・オートバイ用ディスクブレーキ、クラッチのメーカー。

## 概要
母体となったオートモーティブプロダクト（Automotive Products、以下AP）は、自動車部品サプライヤーとしてAPロッキードをブレーキのブランドとして展開していた。
APは経営の悪化から2000年にアフターマーケット向け部門およびロッキードブランド（航空機会社のロッキードが由来という説があるが根拠不明）をデルファイへ売却するとともにモータースポーツ部門をAPレーシングとして独立させブレンボに売却した。
部門やブランド移転後、デルファイはデルファイ・ロッキードブランド、APは2003年以降（AP）ディクセルブランド、を用いてブレーキ部品を供給しており、ブレンボはAPレーシングを個別のブランドとして運営している。これら3ブランドの間において資本や技術提携の関係はない。
シングルシーターでは、F1、インディ、F3000やF3などに、ツーリングカーでは、SUPER GT、DTM、WTCCなどに供給されている。
日本国内での正規販売は、株式会社ニコ・レーシングが行っている。

## 略歴
- 1938年：ウェスト・ミッドランズ州コヴェントリーで創業。
- 1967年：オランダGPより、F1用パーツの供給を開始。
- 2000年：ブレンボにより買収される。

## モータースポーツ

### F1
1971年南アフリカGPにおいて、フェラーリ312Bを駆るマリオ・アンドレッティがAPレーシングにとって初優勝を果たした。現在はルノー、ウィリアムズ、フォース・インディアにブレーキキャリパーを供給するほか、フェラーリなど多くのチームにもクラッチが供給されている。